# Ulrico di Württemberg (duca)
Ulrico di Württemberg, detto il vanesio Enrico (Reichenweier, 8 febbraio 1487 – Tubinga, 6 novembre 1550), fu duca del Württemberg dal 1498 fino alla sua morte.

## Biografia

### Il matrimonio predeterminato e l'assunzione del potere
Ulrico, detto il vanesio Enrico (il nome Ulrico gli fu posto il giorno della cresima), era figlio del conte Enrico, fratello di Eberardo II di Württemberg. Lo zio Eberardo II, privo di figli maschi, fu spodestato dall'imperatore Massimiliano I nel 1498 ed Ulrico fu insediato sul trono del ducato come terzo duca del Württemberg all'età di 11 anni. Contemporaneamente Ulrico fu fidanzato con la nipote, in linea collaterale, dell'imperatore Massimiliano, Sabina di Baviera, con il che veniva creato un legame strategico fra il ducato di Baviera e il più povero ducato del Württemberg. In realtà Ulrico, data la giovane età, non poté assumere subito il governo del ducato, che in sua vece fu affidato ad un Consiglio dei Territori, con la legittimazione del re. Nel 1503 Ulrico fu dichiarato anticipatamente maggiorenne e si distinse come comandante dell'esercito nella guerra di successione con la quale conquistò alcune località già appartenenti al Palatinato. Nel 1511, dopo quindici anni di fidanzamento e dietro sollecitazione di Massimiliano I, Ulrico sposò Sabina di Baviera.
La coppia ebbe due figli:
- Cristoforo, duca del Württemberg (12 maggio 1515 - 28 dicembre 1568);
- Anna (30 gennaio 1513 - 29 giugno 1530).

### La cattiva amministrazione del ducato
Alcune costose campagne militari ed il dispendioso stile di vita della corte di Ulrico sottrassero grosse somme alle casse del ducato, che si impoverì rapidamente: già nel 1514 il deficit ammontava al 70% delle entrate. Tuttavia, per poter finanziare la prevista campagna militare contro la Borgogna, Ulrico impose nuove imposte straordinarie. La prevista imposta patrimoniale fu trasformata, per intervento dell'Ehrbarkeit in un'imposta di consumo su carne, vino e frutta. Il povero popolo del Württemberg ne sopportò il peso economico ma il modo di esazione delle imposte provocò aspre proteste. Le proteste popolari sfociarono nella rivolta del “povero Corrado” ma con l'aiuto dell'Ehrbarkeit Ulrico riuscì a domare le insurrezioni. Ma ciò costò ad Ulrico ulteriori concessioni alla istituzione: con l'accordo di Tubinga dell'8 luglio 1514 Ulrico si impegnò, per sé e per i suoi successori, a non intraprendere alcuna guerra e a non imporre alcuna tassa senza il preventivo consenso dell'Ehrbarkeit, la quale conseguì così una posizione di potere come controparte diretta dei signori del paese. Contemporaneamente, in conseguenza a ciò, la nobiltà del Württemberg perse gran parte della sua influenza sulla corte.

### La rottura con la casa bavarese
Nel 1515 Ulrico uccise il cavaliere Hans von Hutten, marito della sua amante. La moglie di Ulrico, Sabina, che poco prima aveva partorito il figlio Cristoforo, entrò in conflitto aperto per questo con il duca. Il 1º luglio 1515, di fronte al Parlamento nel quale si discuteva sulla sostituzione di Ulrico anche per altri motivi, Sabrina presentò in assenza del coniuge alcune istanze:  lamentò il fino ad allora mancato omaggio da parte dei sudditi e il fatto che Ulrico non avesse ancora pagato i pubblici debiti per il proprio abbigliamento e per quello del figlio. Rimproverò inoltre il suo comportamento violento. In caso di sostituzione del marito, Sabina sarebbe stata nominata amministratrice del paese in nome del figlio. Le istanze non furono trattate, ma confluirono probabilmente in altri procedimenti presso il Parlamento del Paese. In conseguenza di questo comportamento, Ulrico privò Sabina della sua sede nel castello di Urach e pretese l'unione del medesimo a quello di Stoccarda, che era il suo. Sabina lasciò quindi il figlio per rifugiarsi presso i suoi possedimenti in Monaco e da questo fatto iniziò la spaccatura fra la casa di Baviera e quella del Württemberg, che l'imperatore Massimiliano cercò di attenuare. Il dissidio coniugale e la fuga di Sabina saranno per i successivi secoli un motivo ricorrente di controversia fra i due casati.
Alla morte dell'imperatore Massimiliano, avvenuta nel 1519, Ulrico fornì un ulteriore pretesto per la sua deposizione, attaccando la città imperiale di Reutlingen. Egli fu quindi cacciato dal bavarese Giorgio Truchess von Waldburg-Zeil, soprannominato Bauern-Jorg, su incarico dell'alleato svevo, e il Württemberg fu sottomesso da parte del nuovo imperatore Carlo V alla casa di Asburgo. Il figlio Cristoforo fu inviato a Innsbruck, alla corte dell'imperatore, come giovane nobile, ma la sua successione al ducato di Württemberg era al momento incerta. La figlia Anna invece rimase presso la madre Sabina, rientrata nel Württemberg dopo la cacciata.

### Il ritorno e l'introduzione della Riforma
Ulrico tentò più volte, senza successo, di riprendere la signoria della propria terra, avvicinandosi allo scopo nel 1525, durante la guerra dei contadini, quando con braccianti di Hegau e mercenari svizzeri giunse fino alle porte di Stoccarda, ma ne fu nuovamente cacciato.
Solo nel 1534 riuscì a ritornare con l'aiuto del langravio dell'Assia Filippo I. Ulrico introdusse nell'intero territorio la riforma protestante e chiamò allo scopo i teologi luterani Ambrosius Blarer, Erhard Schnepf e Johann Brenz. La messa cattolica fu soppressa, le immagini sacre furono ordinatamente rimosse così come gli strumenti del servizio divino non più necessari. I ministri del culto che erano gìa ben disposti verso la predicazione spirituale secondo i criteri della Riforma furono assunti mentre gli altri furono allontanati e fu loro assegnata una rendita vitalizia; i posti resisi vacanti furono colmati con parroci provenienti dall'Assia e dalla Svizzera. I conventi e le congregazioni religiose furono secolarizzate, cosicché il ducato si arricchì del patrimonio ecclesiastico, amministrato come un'unica massa. In una disposizione ecclesiale del 1536 furono per la prima volta riassunte tutte le regole basilari per la chiesa locale.
Inizialmente la riforma seguì in una via intermedia fra l'orientamento zwingliano e quello luterano, ma con l'allontanamento del Blazer, avvenuto nel 1538, la riforma si indirizzò verso il luteranesimo.

### La nuova sottomissione e la fine
Nel 1546 l'imperatore Carlo V occupò nuovamente il Württemberg ed obbligò nel 1548 Ulrico ad accettare l'interinato degli Asburgo. In questa difficile situazione politica, Ulrico morì e gli successe il figlio Cristoforo

## Ascendenza
|                                        |                                 |                                     | Genitori                   |  |  | Nonni |  |  | Bisnonni                   |  |  | Trisnonni                   |  |
|                                        |                                 |                                     |                            |  |  |       |  |  | Eberardo IV di Württemberg |  |  | Eberardo III di Württemberg |  |
|                                        |                                 |                                     |                            |  |  |       |  |  | Eberardo IV di Württemberg |  |  | Eberardo III di Württemberg |  |
|                                        |                                 | Antonia Visconti                    |                            |  |  |       |  |  | Eberardo IV di Württemberg |  |  |                             |  |
| Ulrico V di Württemberg-Stoccarda      |                                 |                                     |                            |  |  |       |  |  | Eberardo IV di Württemberg |  |  |                             |  |
|                                        |                                 | Enrichetta di Mömpelgard            | Enrico di Orbe             |  |  |       |  |  |                            |  |  |                             |  |
|                                        |                                 | Enrichetta di Mömpelgard            | Enrico di Orbe             |  |  |       |  |  |                            |  |  |                             |  |
|                                        |                                 | Enrichetta di Mömpelgard            | Maria di Chatillon-Blaigny |  |  |       |  |  |                            |  |  |                             |  |
| Enrico di Württemberg-Mömpelgard       |                                 | Enrichetta di Mömpelgard            |                            |  |  |       |  |  |                            |  |  |                             |  |
|                                        |                                 | Federico di Baviera-Landshut        | Stefano II di Baviera      |  |  |       |  |  |                            |  |  |                             |  |
|                                        |                                 | Federico di Baviera-Landshut        | Stefano II di Baviera      |  |  |       |  |  |                            |  |  |                             |  |
|                                        |                                 | Federico di Baviera-Landshut        | Isabella di Sicilia        |  |  |       |  |  |                            |  |  |                             |  |
| Elisabetta di Baviera-Landshut         |                                 | Federico di Baviera-Landshut        |                            |  |  |       |  |  |                            |  |  |                             |  |
|                                        |                                 | Maddalena Visconti                  | Bernabò Visconti           |  |  |       |  |  |                            |  |  |                             |  |
|                                        |                                 | Maddalena Visconti                  | Bernabò Visconti           |  |  |       |  |  |                            |  |  |                             |  |
|                                        |                                 | Maddalena Visconti                  | Beatrice della Scala       |  |  |       |  |  |                            |  |  |                             |  |
| Ulrico di Württemberg                  |                                 | Maddalena Visconti                  |                            |  |  |       |  |  |                            |  |  |                             |  |
|                                        | Friedrico di Zweibrücken-Bitsch | …                                   |                            |  |  |       |  |  |                            |  |  |                             |  |
|                                        | Friedrico di Zweibrücken-Bitsch | …                                   |                            |  |  |       |  |  |                            |  |  |                             |  |
|                                        | Friedrico di Zweibrücken-Bitsch | …                                   |                            |  |  |       |  |  |                            |  |  |                             |  |
| Simone VI Wecker di Zweibrücken-Bitsch | Friedrico di Zweibrücken-Bitsch |                                     |                            |  |  |       |  |  |                            |  |  |                             |  |
|                                        |                                 | Anna di Alten-Neuen-Baumberg        | …                          |  |  |       |  |  |                            |  |  |                             |  |
|                                        |                                 | Anna di Alten-Neuen-Baumberg        | …                          |  |  |       |  |  |                            |  |  |                             |  |
|                                        |                                 | Anna di Alten-Neuen-Baumberg        | …                          |  |  |       |  |  |                            |  |  |                             |  |
| Elisabetta di Zweibrücken-Bitsch       |                                 | Anna di Alten-Neuen-Baumberg        |                            |  |  |       |  |  |                            |  |  |                             |  |
|                                        |                                 | Ludovico V di Lichtenberg-Lichtenau | …                          |  |  |       |  |  |                            |  |  |                             |  |
|                                        |                                 | Ludovico V di Lichtenberg-Lichtenau | …                          |  |  |       |  |  |                            |  |  |                             |  |
|                                        |                                 | Ludovico V di Lichtenberg-Lichtenau | …                          |  |  |       |  |  |                            |  |  |                             |  |
| Elisabetta di Lichtenberg-Lichtenau    |                                 | Ludovico V di Lichtenberg-Lichtenau |                            |  |  |       |  |  |                            |  |  |                             |  |
|                                        |                                 | Elisabetta di Hohenlohe-Weikersheim | …                          |  |  |       |  |  |                            |  |  |                             |  |
|                                        |                                 | Elisabetta di Hohenlohe-Weikersheim | …                          |  |  |       |  |  |                            |  |  |                             |  |
|                                        |                                 | Elisabetta di Hohenlohe-Weikersheim | …                          |  |  |       |  |  |                            |  |  |                             |  |
|                                        |                                 | Elisabetta di Hohenlohe-Weikersheim |                            |  |  |       |  |  |                            |  |  |                             |  |